# Birigüi
Birigüi este un oraș în São Paulo (SP), Brazilia.